# تاكاكي يوشيموتو
تاكاكي يوشيموتو (باليابانية: 吉本隆明؛ بالكانا: よしもと たかあき) هو فيلسوف وكاتب ومؤلف وشاعر ياباني، ولد في 25 نوفمبر 1924 في طوكيو في اليابان، وتوفي في 16 مارس 2012 في بونكيو في اليابان بسبب ذات الرئة.

## وصلات خارجية
- تاكاكي يوشيموتو على موقع ميوزك برينز (الإنجليزية)
- تاكاكي يوشيموتو على موقع ديسكوغز (الإنجليزية)